# Southbya tophacea
Southbya tophacea är en bladmossart som först beskrevs av Richard Spruce, och fick sitt nu gällande namn av Richard Spruce. Southbya tophacea ingår i släktet Southbya och familjen Arnelliaceae. Inga underarter finns listade i Catalogue of Life.